# Medaille voor de Verdediging van Leningrad
De Medaille voor de Verdediging van Leningrad (Russisch: "Медаль «За оборону Ленинграда»") is een onderscheiding van de voormalige Sovjet-Unie.
De ronde Medaille voor de Verdediging van Leningrad werd ingesteld in een Decreet van het Presidium van de Opperste Sovjet van 22 december 1942. Het terugdringen van de aanvallende Duitse troepen in de Tweede Wereldoorlog.
Op de voorkant van de medaille, tegen de achtergrond van het gebouw van de Admiraliteit, is een groep mannen van het Rode Leger, mannen van de Marine van de Sovjet-Unie, arbeiders en arbeidsters met geweren in de aanslag afgebeeld. Aan de bovenkant van de medaille is een vijfpuntige asterisk en een inscriptie langs de rand van de medaille.